# Stenalia sefrensis
Stenalia sefrensis là một loài bọ cánh cứng trong họ Mordellidae. Loài này được Chobaut miêu tả khoa học năm 1924.